# Bernard-Insel
Die Bernard-Insel (französisch Île Claude Bernard) ist eine 400 m lange Felseninsel vor der Küste des ostantarktischen Adélielands. Sie liegt 80 m östlich der Buffon-Inseln im Géologie-Archipel.
Französische Wissenschaftler kartierten sie im Verlauf einer von 1949 bis 1951 dauernden Forschungsreise und benannten sie nach dem französischen Physiologen Claude Bernard (1813–1878).